# 6941 Dalgarno
6941 Dalgarno (1976 YA) là một tiểu hành tinh vành đai chính được phát hiện ngày 16 tháng 12 năm 1976 ở đài thiên văn Harvard. Nó được đặt theo tên nhà thiên văn học Alexander Dalgarno.